# Aire urbaine de Lavelanet
L'aire urbaine de Lavelanet est une aire urbaine française centrée sur la ville de Lavelanet.

## Caractéristiques
D'après la définition qu'en donne l'INSEE, l'aire urbaine de Lavelanet est composée de 4 communes, situées dans l'Ariège.
Toutes les communes font partie de l'unité urbaine de Lavelanet
En 2020, l'Insee définit un nouveau zonage d'étude : les aires d'attraction des villes. L'aire d'attraction de Lavelanet remplace désormais son aire urbaine, avec un périmètre différent.

### Communes
Liste des communes appartenant à l'aire urbaine de Lavelanet selon la nouvelle délimitation de 2010 et sa population municipale en 2010 (liste établie par ordre alphabétique) :
| Nom                       | Code Insee | Statut | Superficie (km2) | Population (dernière pop. légale) | Densité (hab./km2) |
| ------------------------- | ---------- | ------ | ---------------- | --------------------------------- | ------------------ |
| Dreuilhe                  | 09106      |        | 6,93             | 353 (2014)                        | 51                 |
| Lavelanet                 | 09160      |        | 12,57            | 6 245 (2014)                      | 497                |
| Péreille                  | 09227      |        | 5,36             | 210 (2014)                        | 39                 |
| Saint-Jean-d'Aigues-Vives | 09262      |        | 4,52             | 399 (2014)                        | 88                 |

## Évolution démographique
L'évolution démographique ci-dessous concerne l'unité urbaine selon le périmètre défini en 2010.
| 1968  | 1975  | 1982  | 1990  | 1999  | 2009  | 2011  | - |
| ----- | ----- | ----- | ----- | ----- | ----- | ----- | - |
| 9 151 | 9 963 | 9 229 | 8 805 | 7 870 | 7 605 | 7 368 | - |